# Coteaux-de-cabrerisse
Le coteaux-de-la-cabrerisse, appelé vin de pays des coteaux de la Cabrerisse jusqu'en 2009, est un vin français d'indication géographique protégée (le nouveau nom des vins de pays) de zone, produit sur une partie du massif des Corbières, dans l'Aude.

## Vignoble

### Présentation
Pour avoir droit à la dénomination coteaux-de-la-cabrerisse, 
les vins doivent être issus de vendanges récoltées sur le territoire des communes suivantes :
Arrondissement de Narbonne
- Canton de Durban-Corbières : Saint-Laurent-de-la-Cabrerisse et Thézan-des-Corbières
- Canton de Lézignan-Corbières : Montséret, sauf nord de la N613 (section A3)

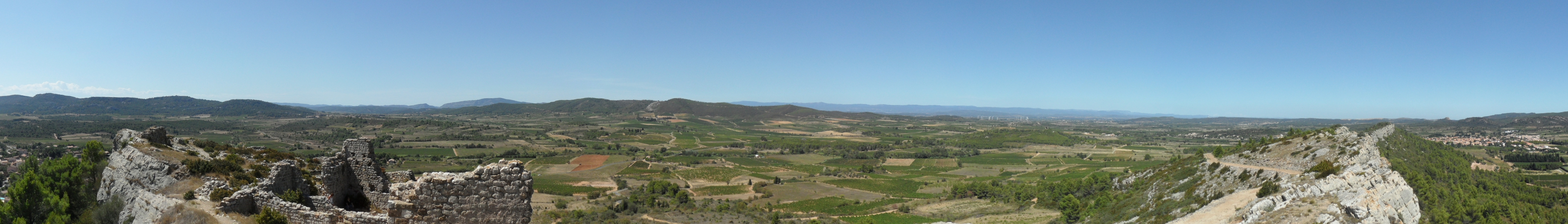
Panorama sur le vignoble de Montséret